# Walker County (Georgia)
Walker County is een county in de Amerikaanse staat Georgia.
De county heeft een landoppervlakte van 1.157 km² en telt 61.053 inwoners (volkstelling 2000). De hoofdplaats is LaFayette.